# Iltizam Yusifov
Iltizam Yusifov est un homme politique azerbaïdjanais, membre de VIe législature de l'Assemblée nationale d'Azerbaïdjan.

## Biographie
Iltizam Yusifov est né le 1er décembre 1963 dans la ville de Şirvan. Il est diplômé de la faculté d'automatisation et de télémécanique de l'Institut de l'énergie de Moscou. Il est docteur en philosophie en technologie. Iltizam Yusifov est l'ingénieur honoré. Il parle russe et anglais.

### Carrière
Il est membre du comité des ressources naturelles, de l'énergie et de l'écologie de l'Assemblée nationale . Il est le chef du groupe de travail sur les relations interparlementaires Azerbaïdjan-Norvège, membre des groupes de travail sur les relations avec les parlements des Émirats arabes unis, de la République tchèque, de la Croatie, de la Suède, du Mexique, de la Serbie, de la Turquie et du Viêt Nam.
Il est membre des délégations azerbaïdjanaises à l'Assemblée interparlementaire de la CEI, à l'Assemblée parlementaire Euronest et à la commission de coopération parlementaire Union européenne-Azerbaïdjan.

### Famille
Il est marié et a deux enfants.